# Forrest County
Das Forrest County ist ein County im US-Bundesstaat Mississippi. Der Sitz der County-Verwaltung (County Seat) und gleichzeitig größte Stadt befindet sich in Hattiesburg, das nach Hattie Hardy, der Ehefrau des Stadtgründers Captain W. H. Hardy benannt wurde. Das U.S. Census Bureau hat bei der Volkszählung 2020 eine Einwohnerzahl von 78.158 ermittelt.

## Geographie
Das County liegt im Süden von Mississippi, ist etwa 80 km vom Golf von Mexiko entfernt und hat eine Fläche von 1218 Quadratkilometern, wovon neun Quadratkilometer Wasserfläche sind. Es grenzt an folgende Countys:
| Covington County   |              | Jones County |
| Lamar County       |              | Perry County |
| Pearl River County | Stone County |              |

## Geschichte

Nathan B. Forrest

Das Forrest County wurde am 19. April 1906 aus Teilen des Perry County gebildet. Benannt wurde es nach Nathan Bedford Forrest, einem Generalleutnant der Konföderierten Staaten von Amerika und frühen Organisator des Ku-Klux-Klan.
21 Bauwerke und Stätten des Countys sind im National Register of Historic Places eingetragen (Stand 1. Februar 2018).

## Demografische Daten

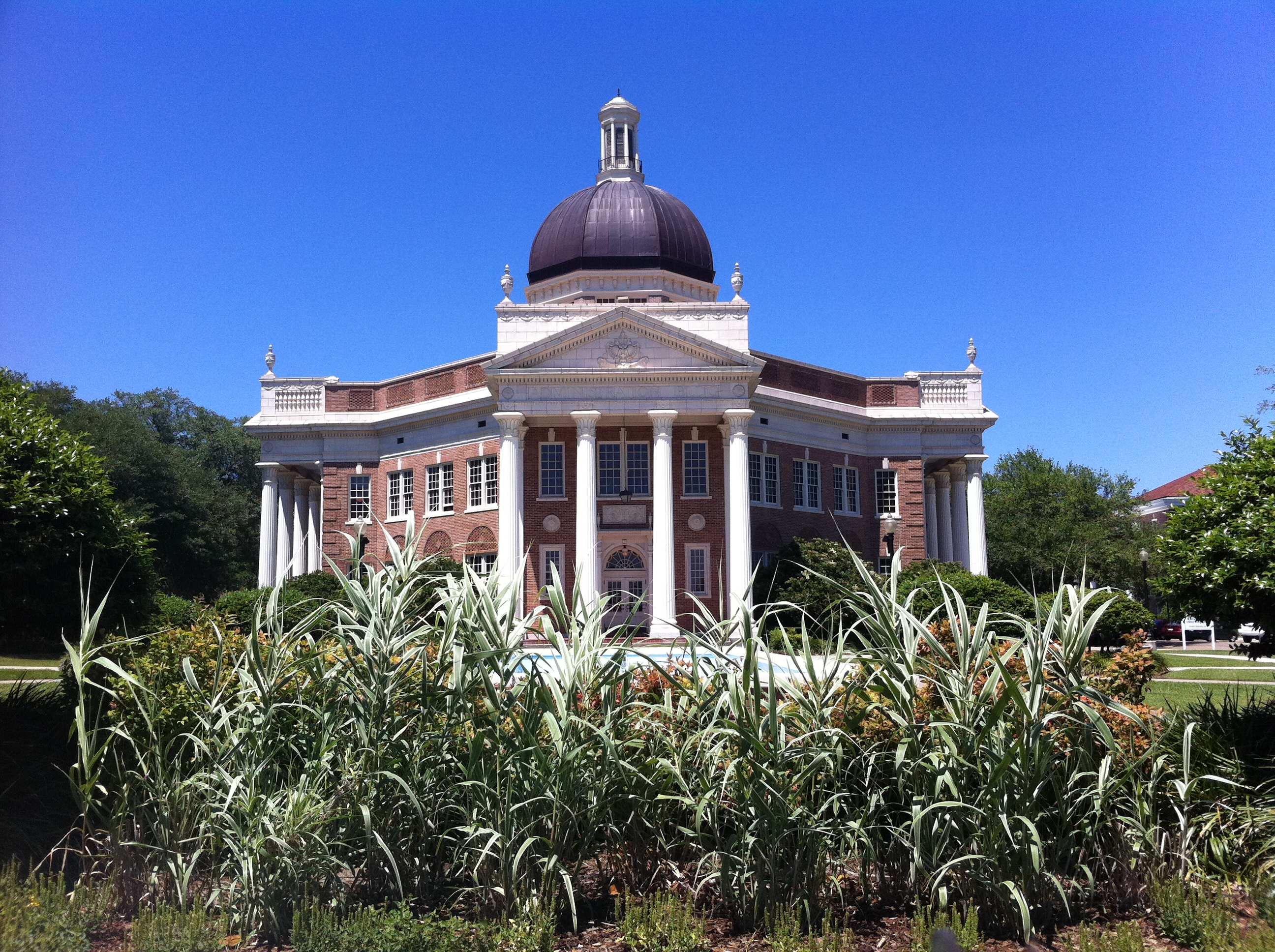
The University of Southern Mississippi Historic District in Hattiesburg, gelistet im NRHP

Nach der Volkszählung im Jahr 2000 lebten im Forrest County 72.604 Menschen in 27.183 Haushalten und 17.315 Familien. Die Bevölkerungsdichte betrug 60 Personen pro Quadratkilometer. Ethnisch betrachtet setzte sich die Bevölkerung zusammen aus 64,34 Prozent Weißen, 33,55 Prozent Afroamerikanern, 0,19 Prozent amerikanischen Ureinwohnern, 0,74 Prozent Asiaten, 0,02 Prozent Bewohnern aus dem pazifischen Inselraum und 0,40 Prozent aus anderen ethnischen Gruppen; 0,75 Prozent stammten von zwei oder mehr Ethnien ab. 1,26 Prozent der Bevölkerung waren spanischer oder lateinamerikanischer Abstammung, die verschiedenen der genannten Gruppen angehörten.
Von den 27.183 Haushalten hatten 31,0 Prozent Kinder unter 18 Jahren, die mit ihnen lebten. 42,6 Prozent waren verheiratete, zusammenlebende Paare, 17,2 Prozent waren allein erziehende Mütter und 36,3 Prozent waren keine Familien. 28,5 Prozent aller Haushalte waren Singlehaushalte und in 8,8 Prozent lebten Menschen im Alter von 65 Jahren oder darüber. Die durchschnittliche Haushaltsgröße lag bei 2,47 und die durchschnittliche Familiengröße bei 3,07 Personen.
24,5 Prozent der Bevölkerung war unter 18 Jahre alt, 18,2 Prozent zwischen 18 und 24, 27,6 Prozent zwischen 25 und 44, 18,3 Prozent zwischen 45 und 64 Jahre alt und 11,3 Prozent waren 65 Jahre oder älter. Das Durchschnittsalter betrug 30 Jahre. Auf 100 weibliche kamen statistisch 89,3 männliche Personen und auf 100 Frauen im Alter von 18 Jahren oder darüber kamen 85,3 Männer.
Das durchschnittliche Einkommen eines Haushaltes betrug 27.420 USD, das einer Familie 35.791 USD. Männer hatten ein durchschnittliches Einkommen von 28.742 USD, Frauen 20.500 USD. Das Prokopfeinkommen lag bei 15.160 USD. Etwa 17,1 Prozent der Familien und 22,5 Prozent der Bevölkerung lebten unterhalb der Armutsgrenze.

## Städte und Gemeinden
| - Brooklyn - Carnes - Fruitland Park - Hattiesburg1 | - McLaurin - Palmer - Petal |

1 – teilweise im Lamar County